# マーカミア・ルテア
マーカミア・ルテア（Markhamia lutea）はノウゼンカズラ科の常緑高木である。西アフリカから東アフリカにかけて分布する（参照: #分布）。

## 分布
コートジボワール、ガーナ、トーゴ、ナイジェリア、カメルーン、赤道ギニア（ビオコ島）、ガボン、コンゴ共和国、コンゴ民主共和国、中央アフリカ共和国、南スーダン、ルワンダ、ブルンジ、ウガンダ、ケニア、タンザニアに分布し、タイにも移入されている。

## 生態
ケニアでは（川沿いの）森林（跡地）に見られるが、恐らく植栽によると思われるものも見られる。

## 特徴
高さ6-30メートルの高木で、樹皮は赤茶色で細かく裂け、古い樹幹には縦溝が走る。
葉は7-11枚の小葉を伴い、その葉脈腋は無毛か小さな毛の房が見られ、先鋭形である。
花は黄色で腋生か頂生の円錐花序で10センチメートル以下、花冠は長さ5-8センチメートルである。
果実は茶色く線形でねじれ、長さ40-80センチメートルとなる。

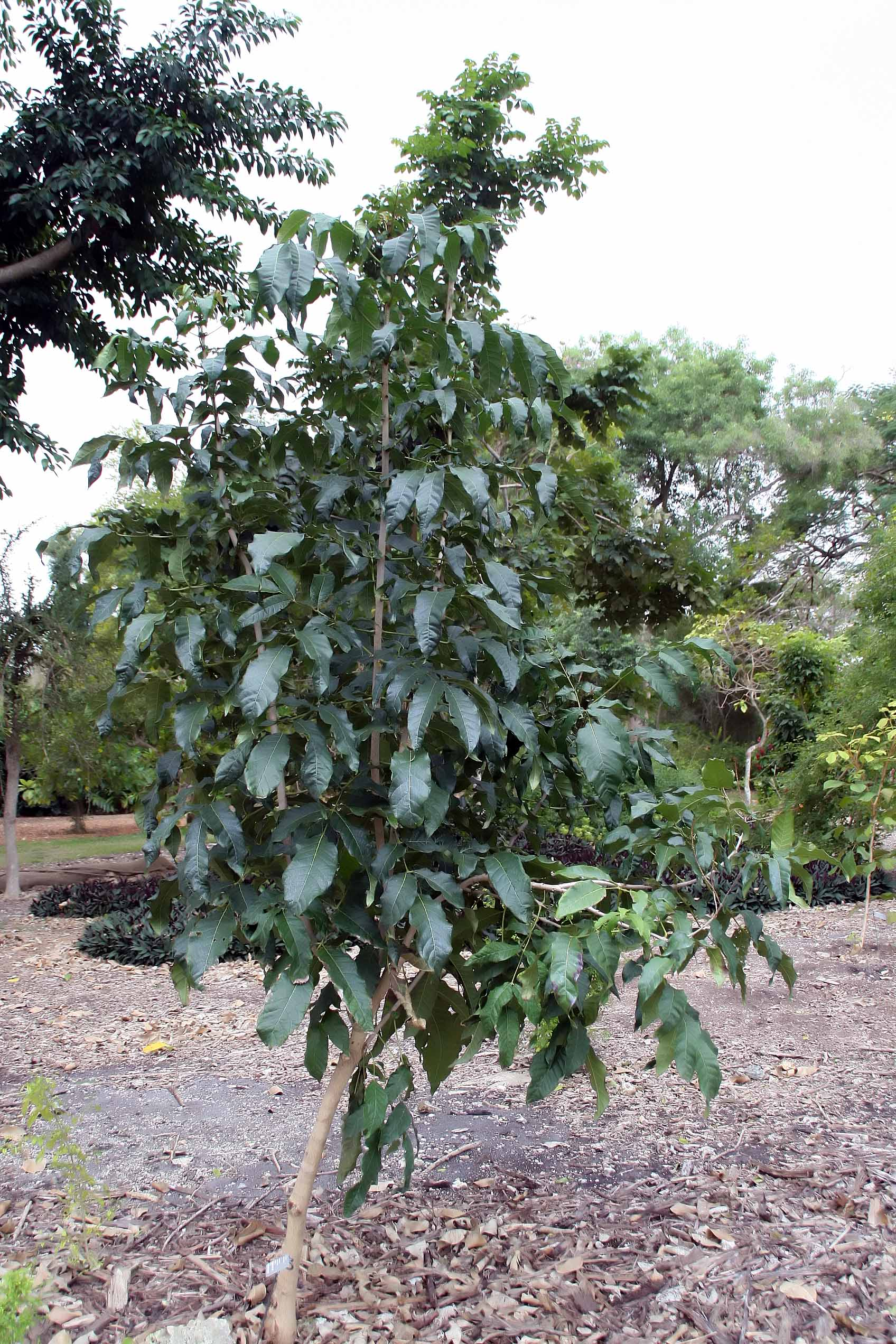
全体。
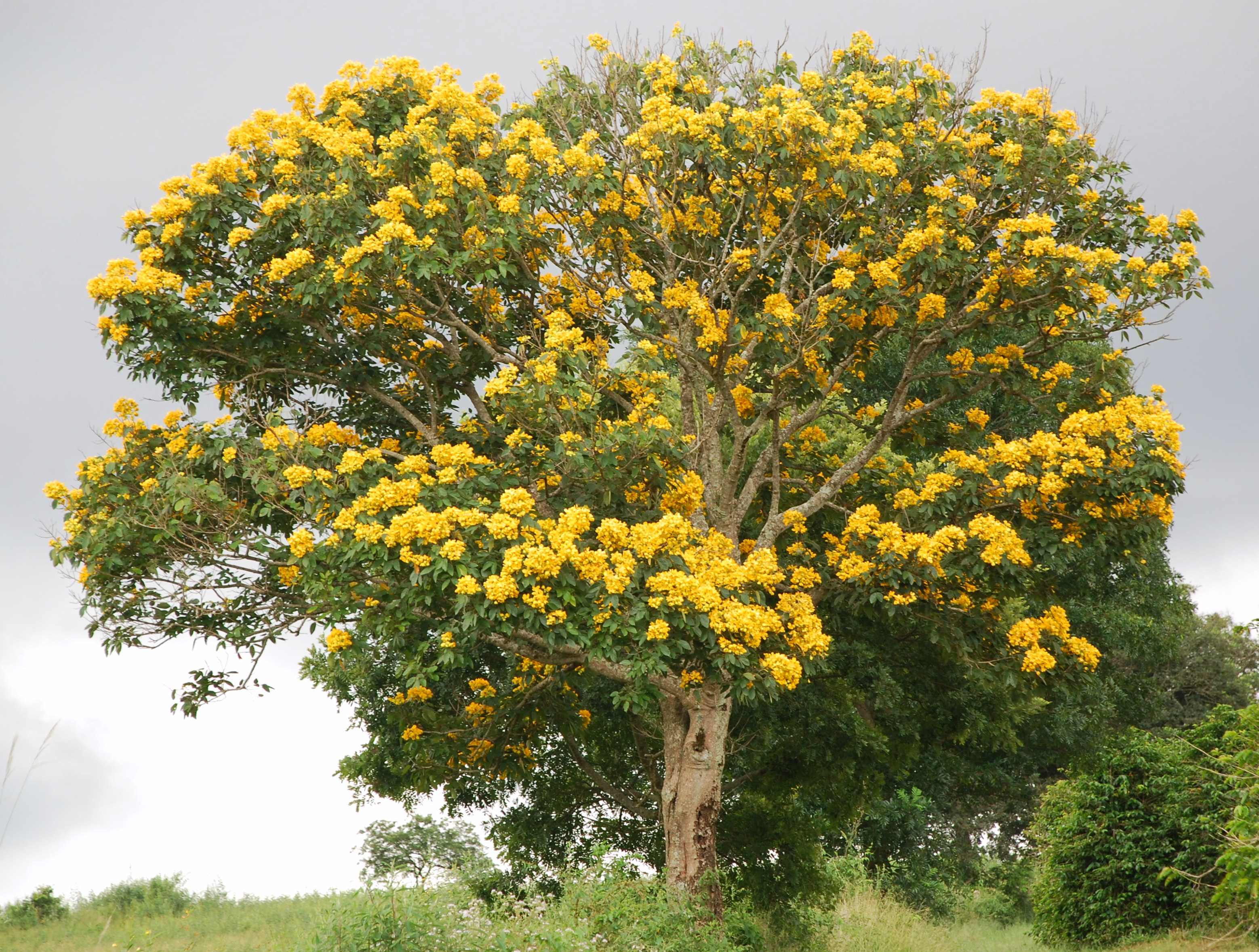
花期。
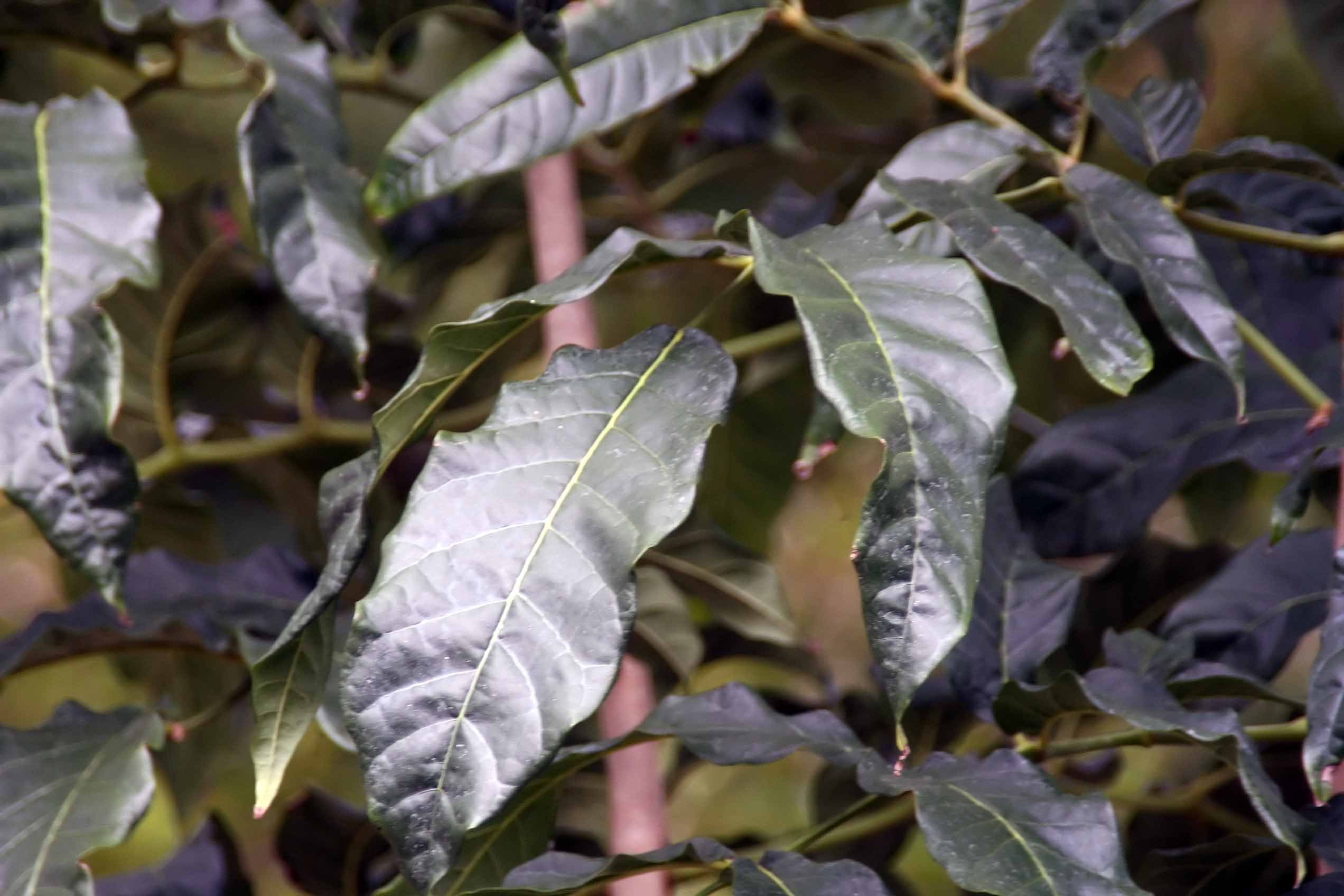
葉。
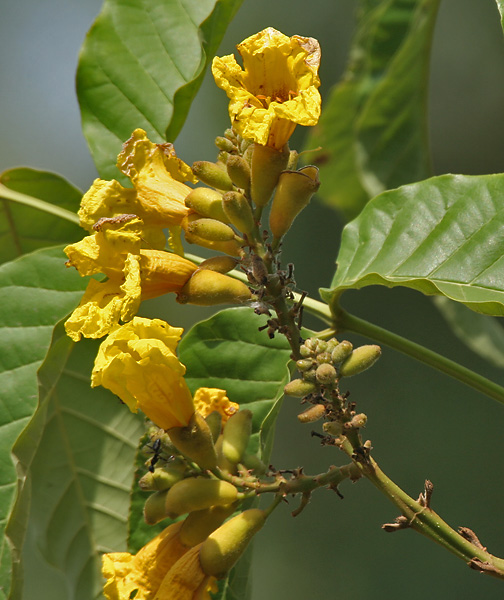
円錐花序である。
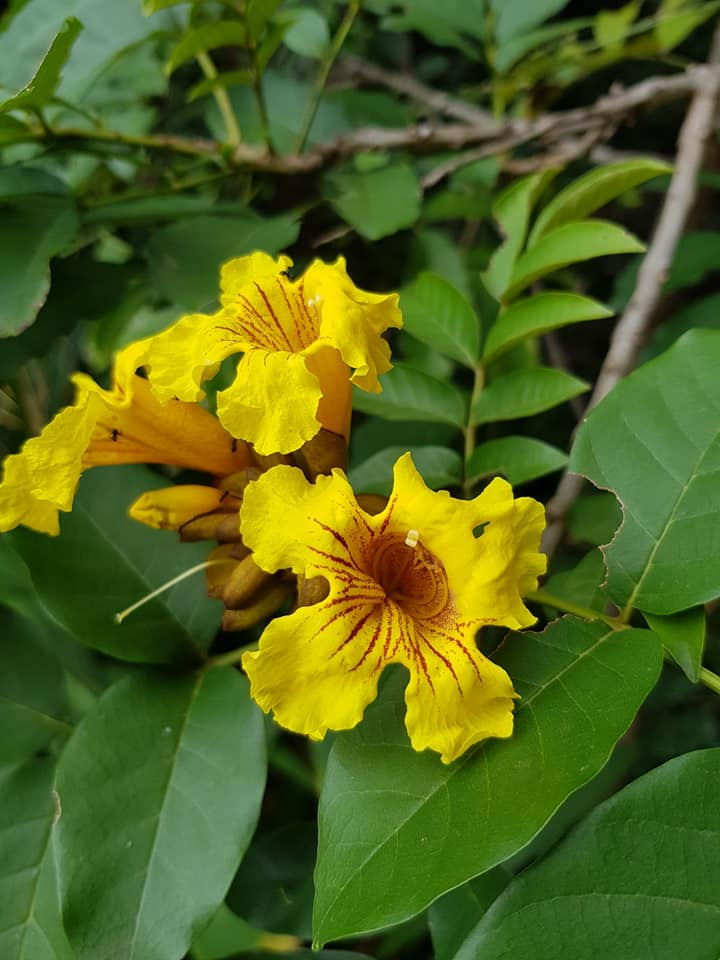
花。
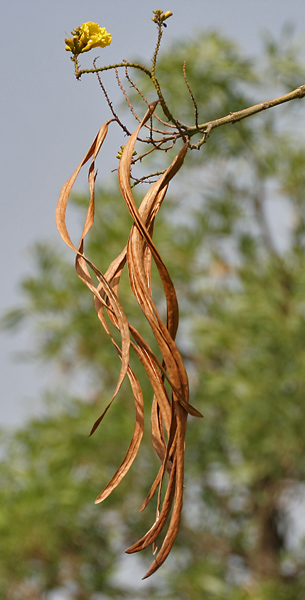
莢。

## 利用
ケニアのキクユ人は本種の挿し木を所有地内の細かい区割りを示したり、家屋敷の入り口に植えて木陰作りに利用したりするなどしてきた。ケニア西部のルヒヤ語圏では様々な儀式に用いられる。

### 薬用
東アフリカでは歯痛の際に樹皮を噛む、喉の病気の際には若芽か葉を噛んで液を飲む、目の悩み（特に結膜炎の場合）には若葉か葉を噛んでから患者の目に吹いてやるといった利用法が知られている。近年の調査ではニエリ・カウンティのキクユ人で歯痛の場合に就寝前に樹皮を噛んで口をすすぐと答えた者もいる。

## 諸言語における呼称
コートジボワール:
- アブロン語: tomboro[11]
- ゲレ語（Guéré）: poi oun doubou[11]
- ダン語（Dan; 別名: Yacouba）: blou[11]

ガーナ:
- アカン語:〔アサンテ方言〕ɛfuɔ-bese、sisimasa[12]
- ダンメ語: MƆMƆTΣO、NƆKƆTΣO[12]

ウガンダ:
- ガンダ語: nsambya、lusambya[13]
- クプサビニィ語（Kupsabiny; 別名: Sebei）: swaya[13]
- チガ語: musavu[13]
- テソ語: emiti[13]
- ニャンコレ語: mushambya、rusambya[13]
- マサバ語: lusola[13]
- ルグバラ語: abonigo[13]
- Amba語（別名: Kwamba）: mukana、ndoro[13]
- Nyole語（別名: Nyuli）: solwa[13]
- Saamia語:〔Lugwe方言〕ilisiola[13]

ケニア:
- エンブ語: moo[6], muu[14]
- カンバ語: kyoo[6][14]
- キクユ語: mũũ[15]（モオ）、mũũũ[7]
- ソマリ語: sogdu[14]
- トゥルカナ語（Turkana）: ekokwait[14]
- ナンディ語: mobet /mó̘ːpé̘ːt/ [mó̘ːβé̘ːt][16]（モーベート）
- メル語: mungwani[6], mung'uani[14]
- ルオ語: siala[17]
- ルヒヤ語: lusiola[6]
  - ブクス語: kumusoola[14]

## マーカミア属

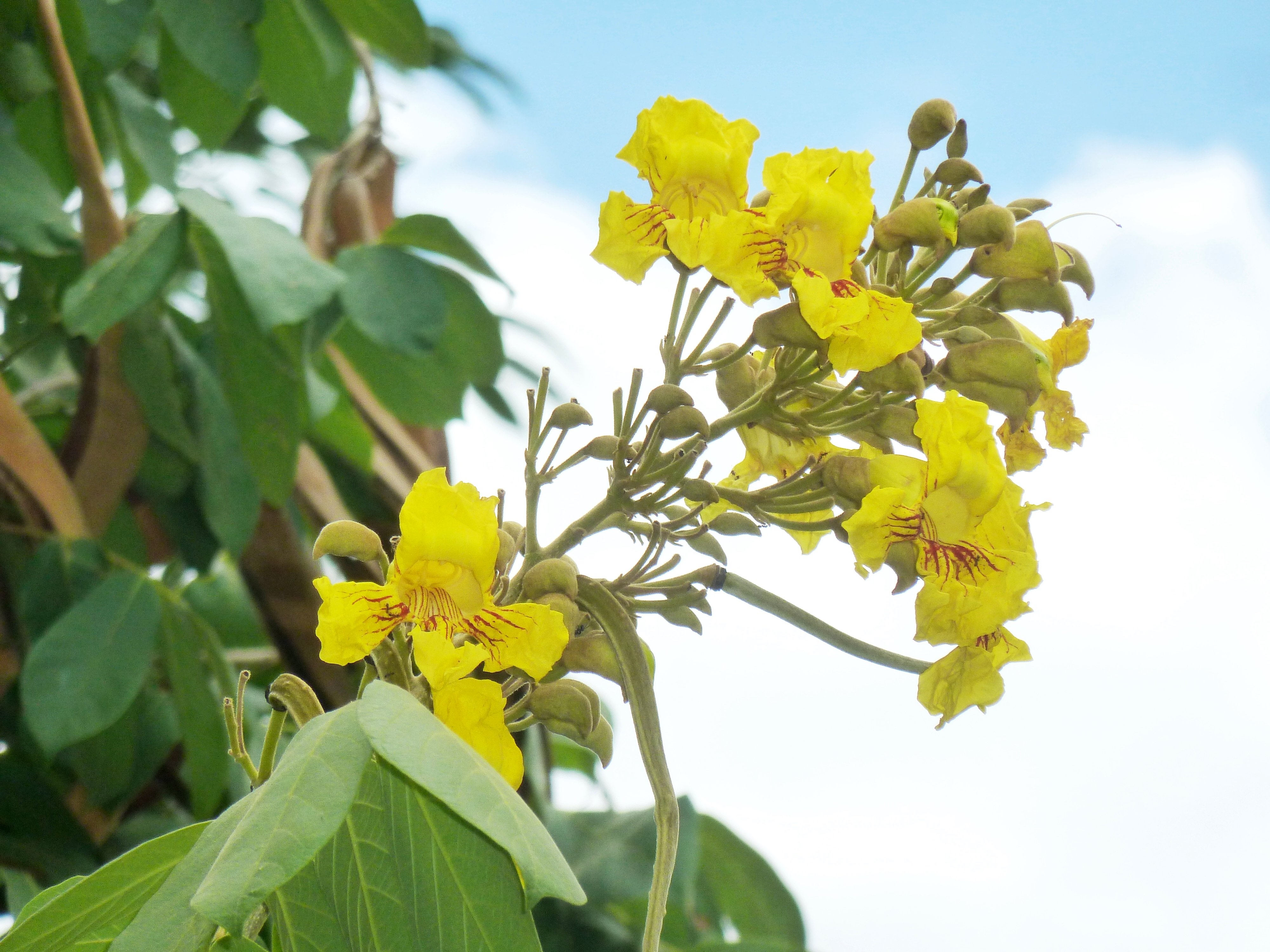
マーカミア・オブツシフォリア

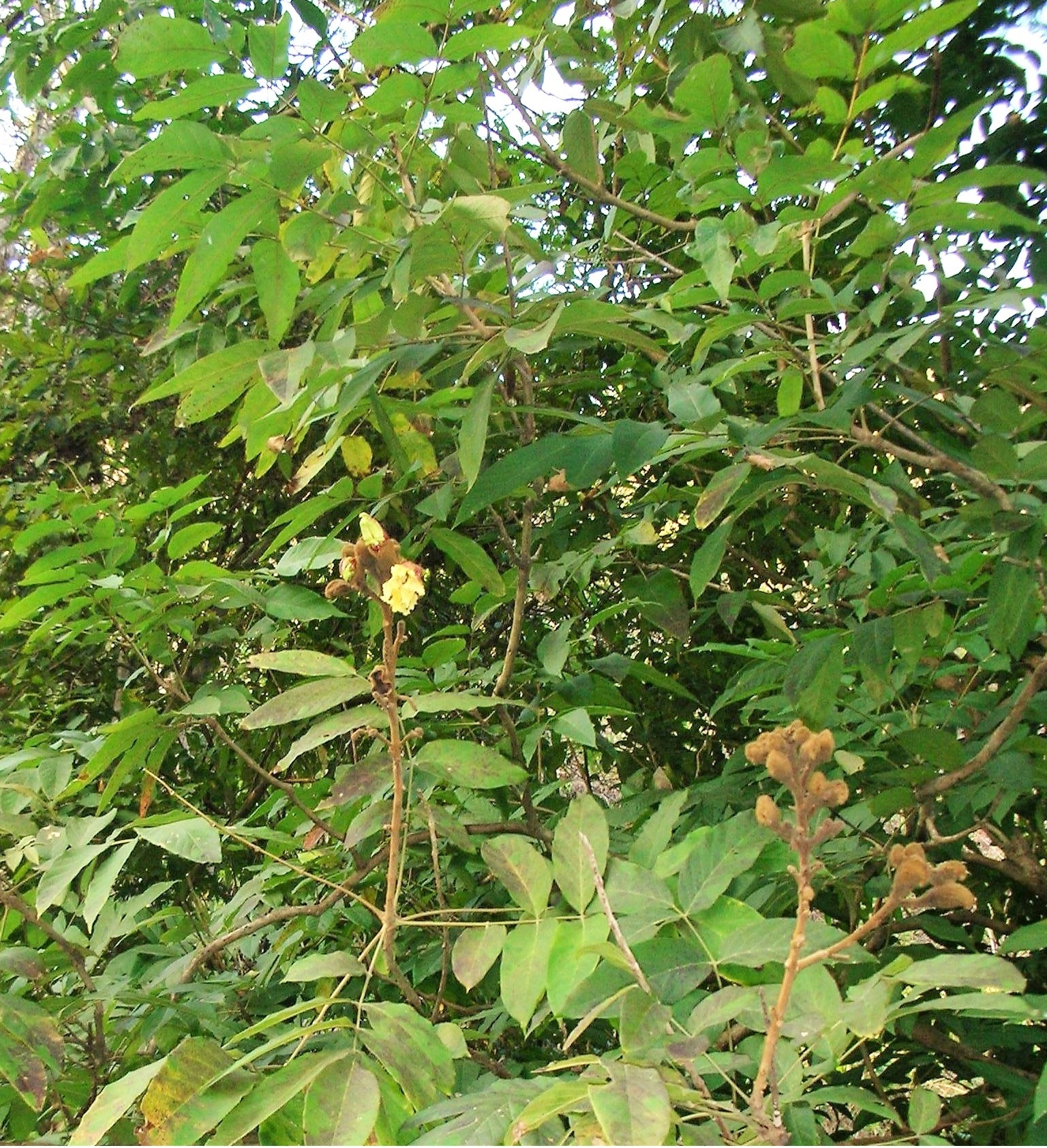
キバナツノノキ/キダチノウゼン

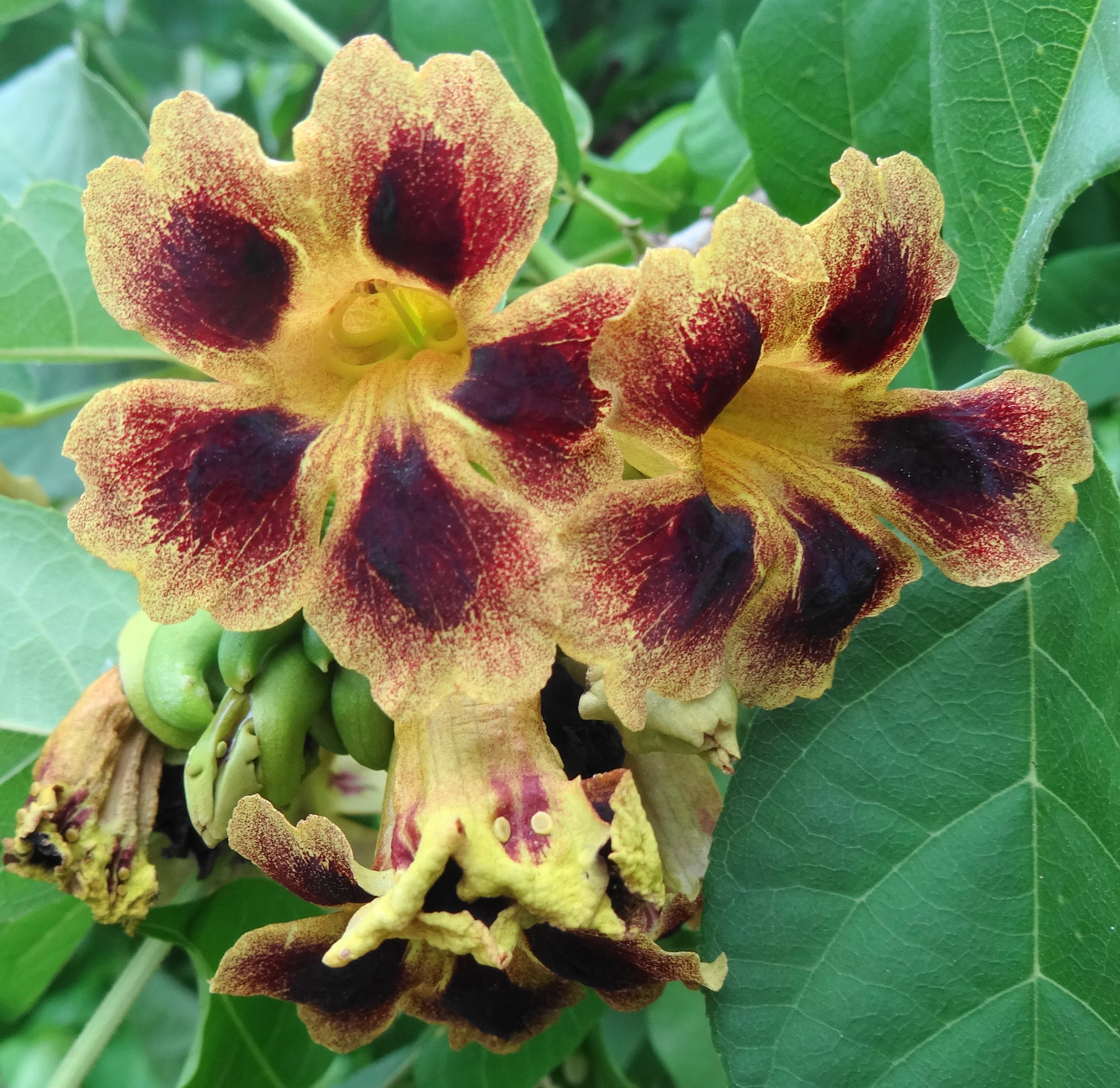
Markhamia zanzibarica

マーカミア属（Markhamia Seem. ex Baill.）は5種が認められ、マーカミア・ルテアを含む4種はアフリカに生育するが、残り1種のみはアジアに見られる。マーカミア・ルテアを除く4種は以下の通りである。
- Markhamia obtusifolia (Baker[18]) Sprague - マーカミア・オブツシフォリア[4]。中央アフリカ共和国からケニアやナミビア北東部にかけて分布。
- Markhamia stipulata (Wall.) Seem. - アジア産でバングラデシュから中華人民共和国南部やインドシナにかけて分布。コーナー & 渡辺 (1969) ではシノニムの Dolichandrone cauda-felina (Hance) Benth. & Hook.f. ex F.B.Forbes & Hemsl. としてキバナツノノキという和名が与えられているが、米倉・梶田 (2003-) ではキダチノウゼンとされている。
- Markhamia tomentosa (Benth.) K.Schum. ex Engl. - 熱帯アフリカ西部からアンゴラにかけて分布。
- Markhamia zanzibarica (Bojer ex DC.) K.Schum. - ソマリア南部からナミビア北東部にかけて分布。